# Priestergraf

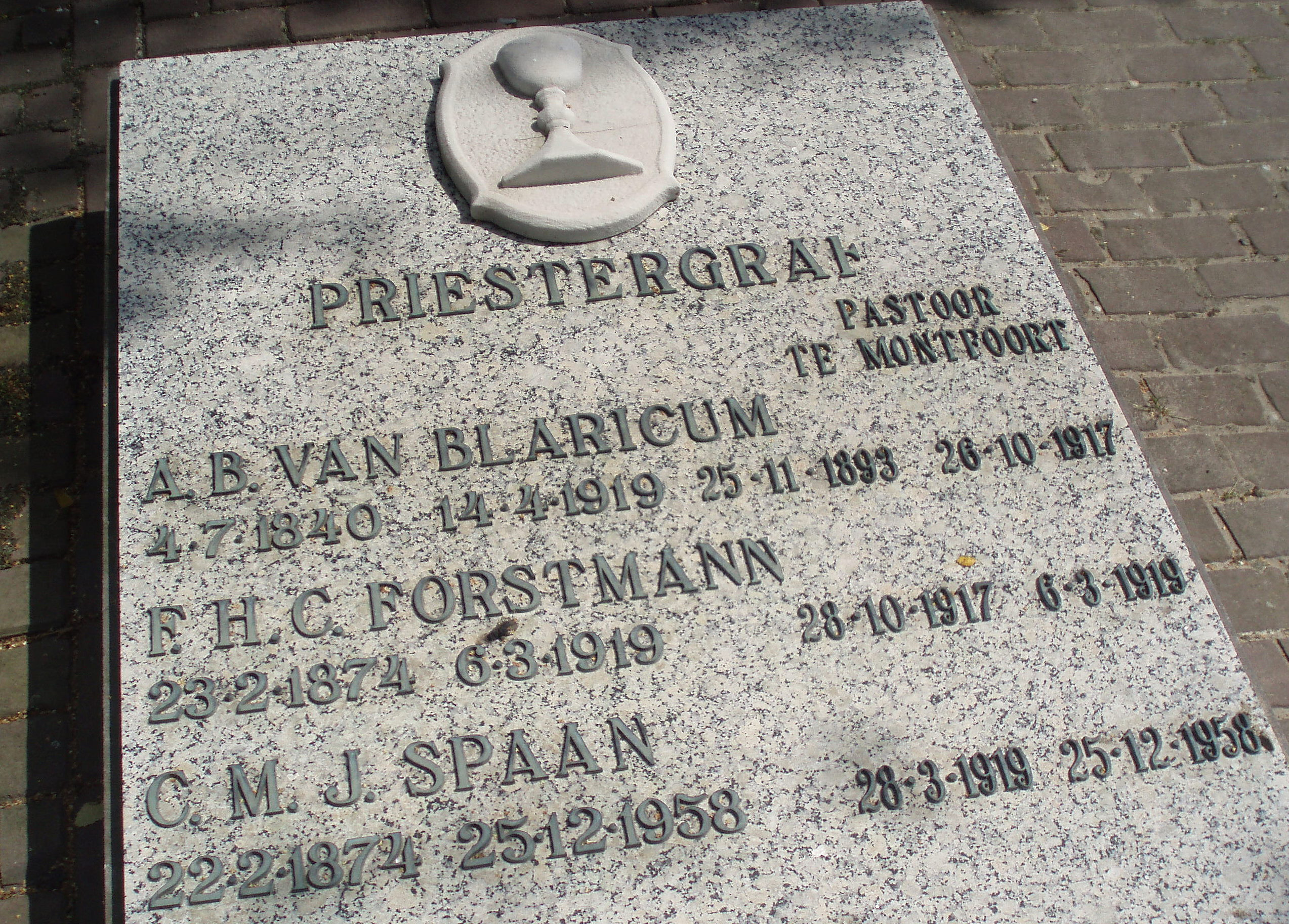
Detail van een priestergraf

Een priestergraf is een graf voor een priester. Christelijke priestergraven zijn herkenbaar aan op de steen afgebeelde symbolen zoals een kelk, een baret, een stola of een brevier.
In kerken werd een priester begraven met zijn hoofd naar het oosten, dat wil zeggen met zijn hoofd naar het altaar. De zin was deze: bij het laatste oordeel zou de priester verrijzen met het gezicht naar zijn parochianen waarover hij als herder was aangesteld. Tot aan de reformatie was in Nederland een graf in het priesterkoor een privilege van de geestelijke stand. Daarna werd het ook voor burgers mogelijk op deze ereplaats begraven te worden:
Op moderne katholieke begraafplaatsen is voor priesters vaak een centrale plek gereserveerd. Bisschoppen worden daar in kleine grafkelders begraven. Canon 279 van de Codex Iuris Canonici van 1917 bepaalde dat een aartsbisschop, of een andere prelaat die het pallium heeft ontvangen, met deze pallia moet worden begraven.